# 이노우에 가오루
이노우에 가오루(일본어: 井上馨, 1836년 1월 16일 ~ 1915년 9월 1일)는 막말의 무사(조슈번사), 일본의 정치가이다. 위계 훈등 작위는 종1위 대훈위 후작이다.
태정관제 시대에는 외무경, 참의를 역임하였으며 구로다 내각에는 농상무대신(農商務大臣), 제2차 이토 내각에는 내무대신, 제3차 이토 내각에는 대장대신 등의 요직을 역임하였다. 후에 원로 중 한 명으로서 정재계에 지대한 영향을 끼쳤다.
본성은 겐지이며, 세이와 겐지의 일가계 가와치 겐지의 지류인 아키국인 모리씨의 가신·이노우에씨(井上氏) 출신으로, 선조는 모리 모토나리의 숙로(宿老) 이노우에 나리아리(井上就在)이다. 가쓰라-태프트 밀약으로 잘 알려진 가쓰라 다로 총리와는 인척으로 아명은 유키치(勇吉)이다. 조슈번주·모리 다카치카에게 분타(聞多)라는 이름을 수여받아 개명하였다. 휘는 고레키요(惟精). 아호는 세가이(世外)이다.
조선의 개화 사상가인 이동인, 유대치 등과 교류하였으며, 이후 1881년부터 일본에 파견된 조선인 개화사상가들에게 영향을 주었고, 조선의 개화파 유길준, 윤치호 등을 적극 지원하였다.

## 생애

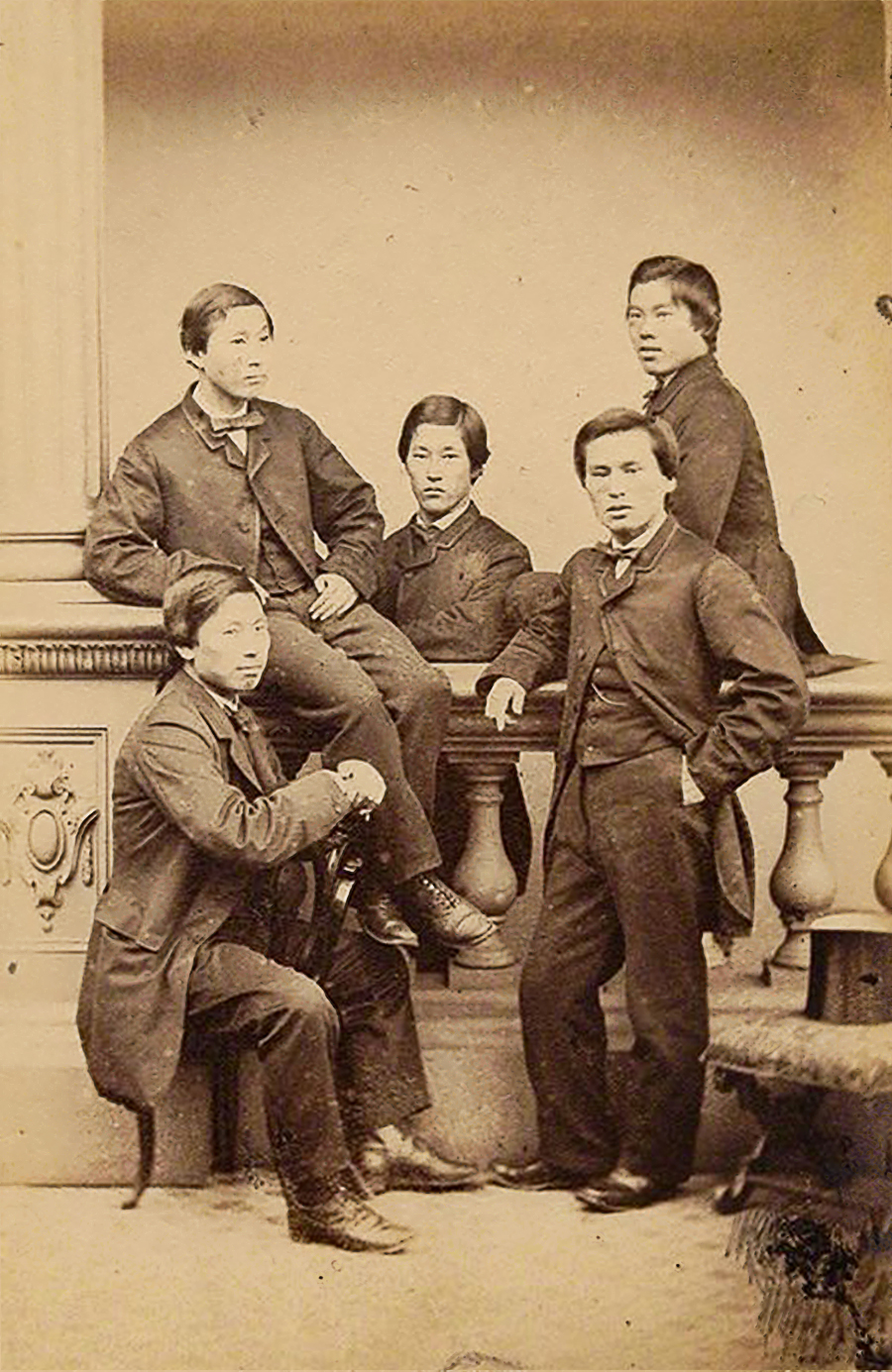
조슈오걸, 뒤 왼쪽부터 엔도 긴스케, 이노우에 마사루, 이토 히로부미, 아래 왼쪽부터 이노우에 가오루, 야마오 요조

### 초기 이력

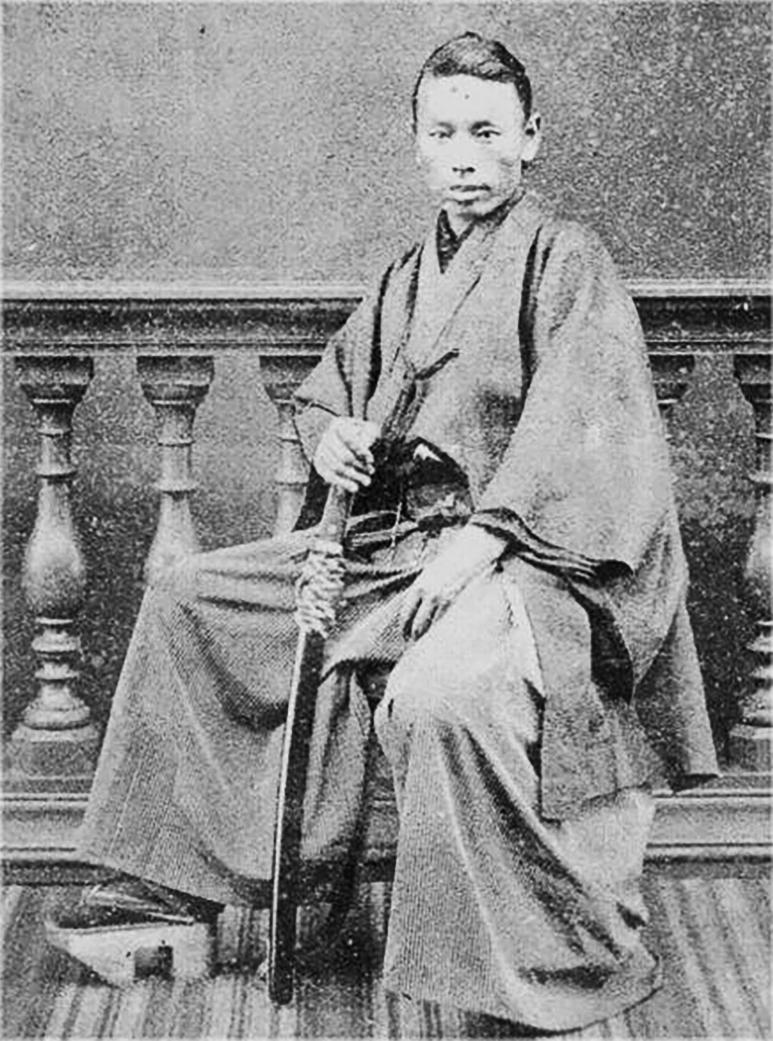
젊은 사무라이 시절의 이노우에 가오루.

스오국 요시키군(吉敷郡) 유다촌(湯田村, 지금의 야마구치시 유다온선(湯田温泉))에서 조슈번사 이노우에 고로사부로 미쓰아키(井上五郎三郎光亨, 100석고)의 차남으로 태어났다. 형 이노우에 고로사부로 미쓰토(井上五郎三郎光遠)와 같이 번교 메이린칸에 입학하였으며 요시다 쇼인의 쇼카손주쿠에는 입학하지 않았다. 1855년 본가보다 석고가 높은 집안인 조슈번사 시지씨(志道氏, 250석고)의 양자에 입적되었으며 잠시 시지 분타(志道聞多)로 불렸다. 양가 모두 모리 모토나리 시대 이전부터 모리씨를 섬긴 명문가 출신으로 신분이 낮은 출신이 많은 막말의 지사(志士) 중에서는 비교적 좋은 집안의 중급 무사(中級武士)였다.
에도에서 네덜란드 학문인 란가쿠를 배웠다. 이후 존왕양이 운동에 공감하여 1862년에는 동지들과 함께 영국 대사관 방화사건에 참가하기도 하였다.
1863년 서양식 문물을 배우기 위해 이토 히로부미 등의 조슈 출신 인물들과 함께 영국에 밀항하였고, 유학 중 서구열강의 국력을 눈으로 체험하여 개국론으로 전향하였다. 이후 이토와 함께 귀국하여 "개국양이(開國攘夷)"론을 조슈 번에 전도했고, 사카모토 료마의 중개로 사쓰마 번과 동맹 후 봉기하여, 제2차 조슈 정벌에서 막부군에 승리하였다. 이것이 메이지 유신의 성공의 시발점이었으며, 곧 대정봉환이 이루어진다.

### 메이지 유신 이후

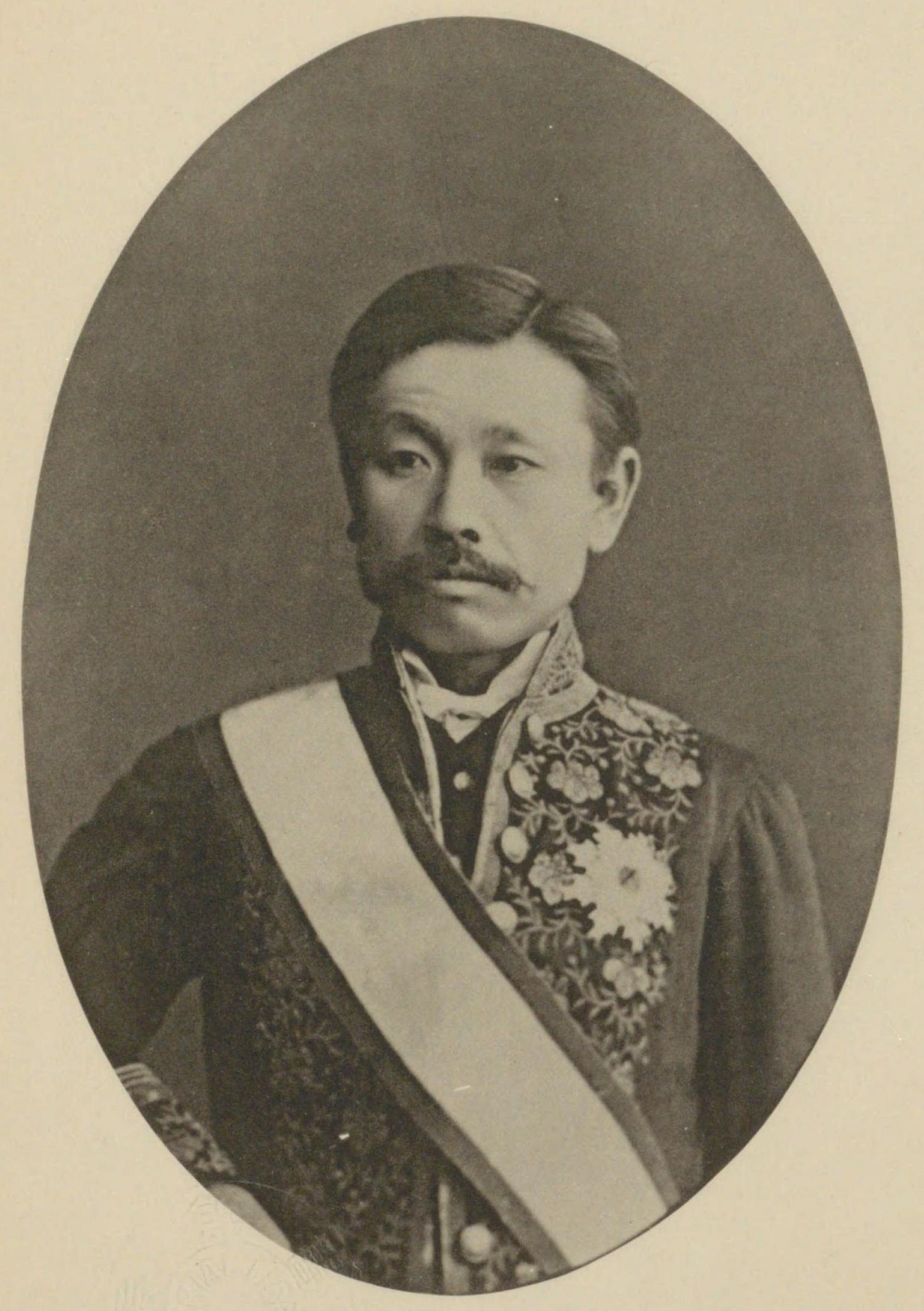
1880년의 이노우에 가오루

메이지 유신 이후 관직으로 나서 신정부의 재정 부분을 맡았다. 1873년 사법경 에토 신페이에 의해 독직 사건을 추궁받고 사직하였다. 잠시 미쓰이 재벌의 배경을 업고, 회사를 설립하여 사업가로 나섰으나, 이토 히로부미의 강한 요청을 받아 오사카 회의를 통해 정계로 복귀하여 외무경, 외무대신, 농상무대신, 내무대신, 대장대신등을 역임하였다. 1883년 서구 열강과 맺은 불평등조약을 개정하기 위해, 외교 사절을 위한 접대 시설인 로쿠메이칸(鹿鳴館)을 건립하였다. 뿐만 아니라 파리나 베를린에 견줄 만한 일본의 수도를 건설하기 위해 관청을 집중시키려는 계획을 세우기도 했으나, 이노우에의 사임 이후 무산되었다.
또한 실업계의 발전에도 힘을 쏟아서, 방직업, 철도 산업을 지원하였다. 1884년 화족령에 의해 백작의 작위를 받고, 이후 후작으로 승진하였다. 또한 각종 재벌들의 최고고문을 맡는 등 밀접한 관계에 있었다. 이런 정경유착으로 이권에 개입하여 재산을 모아서 세간에 의해 탐관오리라고 비판받기도 하였다.

### 조선 개혁가들에게 영향
1881년 후쿠자와 유키치와 함께 조선에서 신문물 견학차 파견된 신사유람단 단원들의 편의를 봐주었다. 조선에서 신문물 견학차 사절단이 파견되기 이전에 그는 이동인, 어윤중, 박규수, 유대치 등과 사전에 교류하기도 했다.
그는 이동인, 어윤중, 박규수, 유대치 등의 주선과 부탁으로 김옥균, 서광범, 윤치호, 유길준 등의 일본 유학기간 중 비용과 숙식을 지원하였고, 그들을 일본의 개화 사상가들과의 면담을 주선하기도 한다. 조선의 무장 윤웅렬의 부탁으로 윤치호를 특별히 도진샤에 입학하는데 도움을 준다.

### 생애 후반
제4차 이토 내각의 붕괴 이후, 내각총리대신에 낙점되었으나, 정국의 운영이 쉽지 않겠다고 판단하여, 스스로 사퇴하고 가쓰라 다로에게 양보하였다. 이토가 사망한 이후, 사이온지 긴모치와 마쓰카타 마사요시와 함께 겐로(元老)로서 정관계와 재계에 절대적인 영향력을 행사하였다.

### 사망
1915년 지금의 시즈오카시에서 사망하였다.

## 같이 보기
- 청불 전쟁
- 동학 농민 혁명
- 이노우에 공원 (야마구치시)